# Galeria Tretiakowska

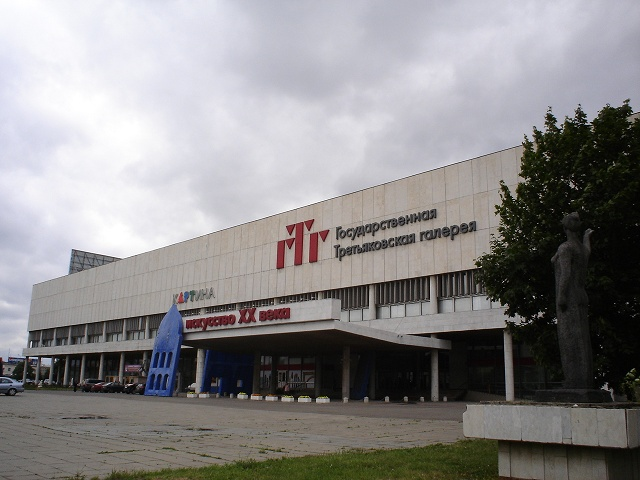
Nowy budynek na Krymskim Wale, mieszczący stałą ekspozycję sztuki dwudziestowiecznej

Państwowa Galeria Tretiakowska, ros. Государственная Третьяковская галерея, potocznie: Tretiakowka (Третьяковка) – muzeum sztuk plastycznych w Moskwie, założone w 1856 roku przez kupca Pawła Trietjakowa, gromadząca obecnie jedną z największych i najbardziej znaczących w świecie kolekcji dzieł rosyjskich sztuk pięknych (głównie malarstwo).

## Historia
Paweł Trietjakow zaczynał tworzyć swoją kolekcję sztuki w połowie lat 50. XIX wieku. Jego pasja z upływem lat doprowadziła do tego, że w 1893 otwarto dla szerokiej publiczności Moskiewską Miejską Galerię Pawła i Siergieja Trietiakowów. Kolekcja gromadziła 1276 obrazów, 471 rysunków i 10 rzeźb artystów rosyjskich oraz 84 obrazy zagranicznych mistrzów. W latach 1899–1906 budynek galerii otrzymał nowe fasady według projektu Wiktora Wasniecowa.
3 czerwca 1918 Galeria Tretiakowska została ogłoszona dobrem narodowym Rosji Radzieckiej i otrzymała nazwę Państwowa Galeria Tretiakowska. Dyrektorem muzeum został Igor Grabar. Przy jego aktywnym udziale w tym samym roku została założona fundacja, działająca do 1927 roku. Jej wkład był jednym z ważniejszych czynników powiększenia kolekcji.
W 1928 przeprowadzono gruntowny remont ogrzewania i wentylacji, zaś w 1929 doprowadzono do budynku galerii elektryczność. W 1932 roku dobudowano trzy nowe sale. W czasie II wojny światowej część kolekcji ewakuowano do Nowosybirska.
Od 1986 do 1995 galeria była zamknięta dla zwiedzających z powodu remontu.
W roku 2006 Galeria Tretiakowska obchodziła swoje 150-lecie.

## Lokalizacja
Galeria mieści się w kilku miejscach i posiada kilka filii:
- Galeria Tretiakowska w budynku z pocz. XX wieku przy pierieułoku Ławruszyńskim nr 10
- Nowa Tretiakowka ze sztuką XX wieku w Parku Iskusstw
- Cerkiew św. Mikołaja w Moskwie (Małyj tołmaczowskij pierieułok)
- Dom Muzeum Pawła Korina

## Słynni malarze
W Galerii Tretiakowskiej znajdują się obrazy mistrzów rosyjskiego malarstwa: Andriej Rublow, Ilja Riepin, Isaak Lewitan, Iwan Kramskoj, Wasilij Pierow, Nikołaj Gay, Iwan Szyszkin, Wiktor Wasniecow, Iwan Argunow.